# Oberweiden
Oberweiden ist eine Ortschaft und eine Katastralgemeinde der Gemeinde Weiden an der March im Bezirk Gänserndorf in Niederösterreich.

## Geografie
Das südöstlich von Gänserndorf im Marchfeld liegende Dorf bildet den Hauptort der Gemeinde. Durch den Ort führen die Landesstraßen L3004 und L3005 sowie die Bahnstrecke Gänserndorf–Marchegg.

## Geschichte
Laut Adressbuch von Österreich waren im Jahr 1938 in der Ortsgemeinde Oberweiden ein Bäcker, ein Fleischer, ein Friseur, zwei Gastwirte, zwei Gemischtwarenhändler, eine Hebamme, eine Pferdetraineranstalt, ein Sattler, ein Schlosser, zwei Schmiede, ein Schneider, zwei Schuster, zwei Trafikanten, ein Tischler, zwei Wagner, ein Zimmermeister und zahlreiche Landwirte ansässig.
Der Zusammenschluss mit Baumgarten und Zwerndorf erfolgte am 1. Jänner 1975.